# Jean-Baptiste Charcot
Pour les articles homonymes, voir Charcot.
Ne doit pas être confondu avec Jean-Martin Charcot.
Jean-Baptiste Étienne Auguste Charcot, souvent appelé commandant Charcot, né le 15 juillet 1867 à Neuilly-sur-Seine et mort le 16 septembre 1936 en mer (à 30 milles au nord-ouest de Reykjavik), est un médecin, explorateur polaire français et un officier de la marine française.
Sportif, il fut champion de France de rugby à XV en 1896 et fut également double médaillé d'argent en voile aux Jeux olympiques d'été de 1900.
En 1911, il est nommé directeur d'études de l'École pratique des hautes études (EPHE), au sein de la IIIe section intitulée sciences naturelles et physiologie. Il dirige le Laboratoire de recherche maritime, laboratoire flottant correspondant au Pourquoi Pas ? IV. Il restera directeur d'études à l'EPHE jusqu'à son décès en 1936.

## Biographie

### Les débuts
Fils du médecin Jean-Martin Charcot, Jean-Baptiste Charcot fréquente de 1876 à 1885, l'École alsacienne, où il pratique beaucoup le sport (boxe, rugby à XV, escrime). En classe de 5e, il fonde avec quinze camarades de classe les « Sans Noms », une société scolaire avec laquelle il organise en 1880 un des premiers, voire le premier, match scolaire de rugby à XV en France.
À cette même époque, il rédige les aventures d'un trois-mâts en Patagonie pour un petit journal illustré. L'été, il pratique la voile à Ouistreham.
De 1883 à 1887, il fait de nombreux voyages avec son père (pays de Galles, Shetland, Hébrides, îles Féroé, Islande, île Jan Mayen, Pays-Bas, Espagne et Maroc) et en garde une véritable phobie des pays trop chauds. En 1888, il accomplit son service militaire au 23e bataillon de chasseurs alpins en qualité de médecin auxiliaire.
En 1891, reçu au concours d'internat d'études de médecine, il fait, en qualité de médecin, un voyage en Russie avec son père.
En 1892, il achète son premier yacht (Daisy, un petit cotre qu'il rebaptise le Courlis), un sloop de 8,30 m avec lequel il apprend à régater. En 1893, son père, Jean-Martin Charcot, meurt d'un œdème du poumon. Jean-Baptiste fait construire par le chantier Bonnin à Lormont/Bordeaux son premier bateau qu’il baptise Pourquoi-Pas ? : il s’agit d’un cotre de 19,50 m (20 tonneaux). Cette même année, il est interne à l'hôpital de la Salpêtrière puis à l'hôpital Saint-Antoine à Paris.
En 1894, il fait une croisière de deux semaines. L'année suivante, il soutient sa thèse de doctorat sur L'atrophie musculaire progressive, et devient docteur en médecine à la faculté de Paris, le 5 juin 1895. L'année de son doctorat, une infirmière de l’hôpital de la Salpêtrière meurt en couches en lui donnant une fille, Marie-Louise (1895-1927), surnommée Marion. Cette même année, il est également finaliste du championnat de France de rugby, au poste de pilier droit de l'Olympique, club qu'il a fondé avec des amis du Racing Club de France.
Le 18 novembre 1896, il épouse Jeanne Hugo, petite-fille de Victor Hugo, divorcée de son ami d'études Léon Daudet. La même année, il est champion de France de rugby, toujours avec l'Olympique.
Il revend son bateau, qu'il remplace par un trois-mâts barque en bois de 26 m, le Pourquoi-Pas ? II. En 1897, il change de bateau pour une goélette en fer de 31 m, avec moteur à vapeur, le Pourquoi-Pas ? III. En 1898, il remonte le Nil jusqu'à Assouan en compagnie du milliardaire Vanderbilt.
En 1899, séduit par les modifications et les améliorations apportées par le propriétaire intermédiaire, il rachète son ancien trois-mâts barque, le Pourquoi-Pas ? II, et va croiser dans les eaux britanniques.
En 1900, il est double médaillé d'argent aux Jeux olympiques de Paris dans l'épreuve de voile,.
En 1901, il effectue des recherches nautiques, météorologiques et microbiologiques vers l'archipel des Shetland, les Hébrides et les îles Féroé.
En 1902, il est versé dans la réserve de la Marine nationale. Il acquiert une goélette en fer de 214 tonneaux (la Rose-Marine), réalise une croisière avec son épouse à l'île Jan Mayen. Puis il navigue vers l'Islande, franchit pour la première fois le cercle polaire arctique et approche des glaces.
Il a aussi acquis dans les années 1895-1900 un chalet en bois de style suisse dans la ville d'eau d'Aix-les-Bains, en Savoie.

### Les expéditions en Antarctique
En 1903, Jean-Baptiste Charcot fait construire à Saint-Malo un trois-mâts goélette de 32 mètres, Le Français. Pour suivre de plus près les travaux, il s'installe à proximité de Saint-Servan, dans une demeure dominant la Rance, au lieu-dit La Passagère. Il monte la première expédition française en Antarctique, qui hiverne sous le vent de l'île Wandel. Le 4 mars 1905, l'expédition quitte la péninsule Antarctique, après un hivernage sans encombre. Il s'agit du premier hivernage d'une expédition scientifique dans les Pôles après celui du belge de Gerlache sur la Belgica entre 1897 et 1899. Les objectifs scientifiques sont dépassés : 1 000 km de côtes découvertes et relevées, trois cartes marines détaillées, 75 caisses d'observations, de notes, de mesures et de collections destinées au Muséum national d'histoire naturelle. Le bateau est revendu à la marine argentine. Dès son retour en France, Charcot divorce et s'installe chez sa sœur Jeanne, avec sa fille Marion.

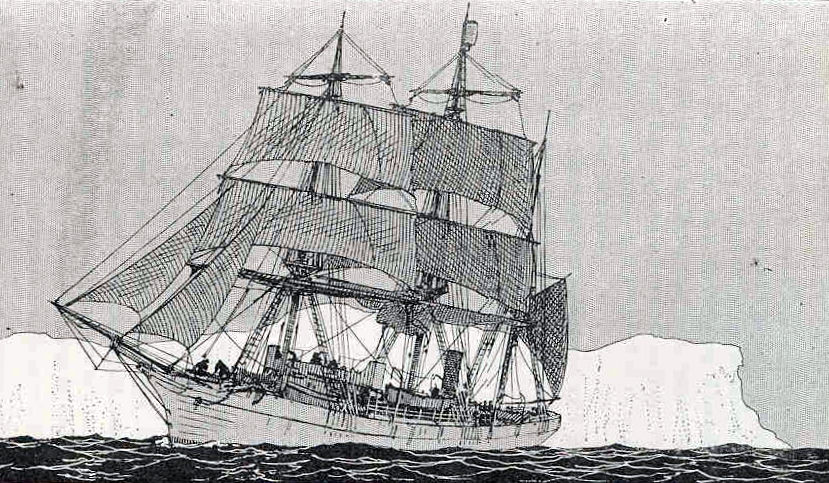
Le Pourquoi-Pas ? IV, gravure de Léon Haffner.

Itinéraire du Pourquoi-Pas ? IV en 1908-1910.

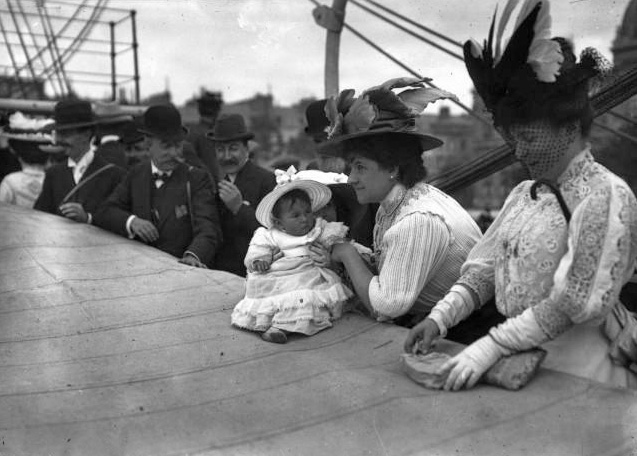
Madame Charcot et son enfant sur le pont du Pourquoi-Pas ? IV (15 août 1908).

Le 24 janvier 1907, il se remarie avec Élisabeth Marcelle Marguerite (Meg) Cléry (fille d'un célèbre avocat parisien, Léon Cléry), peintre qui l'accompagnera souvent dans ses voyages. Monique, sa deuxième fille et la première du couple, naît le 8 décembre 1907,. Il lance une nouvelle expédition antarctique et commence la construction du Pourquoi-Pas ? IV, bateau d'exploration polaire de 40 mètres, gréé en trois-mâts barque, équipé d'une machine à vapeur chauffant au charbon et comportant trois laboratoires et une bibliothèque.
En août 1908, Charcot part hiverner à l'île Petermann pour sa deuxième expédition polaire. De retour en juin 1910, après un deuxième hivernage, l'expédition est riche en expériences scientifiques : des mesures océanographiques (salinité, sondage), des relevés de météorologie, une étude des marées, une étude du magnétisme, des collections de zoologie et de botanique confiées au Muséum et à l'Institut océanographique de Monaco. Il rapporte aussi des découvertes géographiques comme le tracé de la terre Alexandre et une nouvelle terre, la terre de Charcot. Les résultats de l'expédition, considérables, comprennent également le relevé cartographique de 2 000 km de côtes. Mais Charcot, victime du scorbut, revient considérablement affaibli.
En 1911 naît Martine (1911-1979), troisième fille de Jean-Baptiste Charcot. Il mène cette année-là une courte campagne océanographique en Manche. En décembre, il participe, avec le lieutenant de vaisseau Nicolas Benoit à la création des Éclaireurs de France, l'un des deux premiers mouvements de scoutisme en France — aujourd'hui Éclaireuses éclaireurs de France —, dont il est le premier président. En 1912, le Pourquoi-Pas ? IV devient le premier navire-école de la marine. De 1913 à 1936, il est président du Yacht club de France.

### Ses missions en tant que militaire
De 1914 à 1918, durant la guerre, Charcot est d'abord mobilisé dans la Marine, avec le grade de médecin de la Marine de première classe, et affecté à l'hôpital maritime de Cherbourg. En juillet 1915, il obtient de l'Amirauté britannique le commandement d'un navire spécialement étudié et construit par les Britanniques pour la chasse aux sous-marins. En 1916, il réussit à convaincre la marine militaire française de construire à Nantes trois bateaux pièges pour la lutte anti-sous-marine, armés par des équipages vêtus comme des marins civils de la marine marchande. Commandant du premier des trois bâtiments sortis du chantier baptisé Meg, il bourlingue pendant deux ans au large des côtes bretonnes et normandes sans hélas rencontrer de sous-marin allemand. Charcot termine la guerre avec les croix de guerre britannique puis française et une citation à l'ordre de l'Armée pour ses services de guerre.

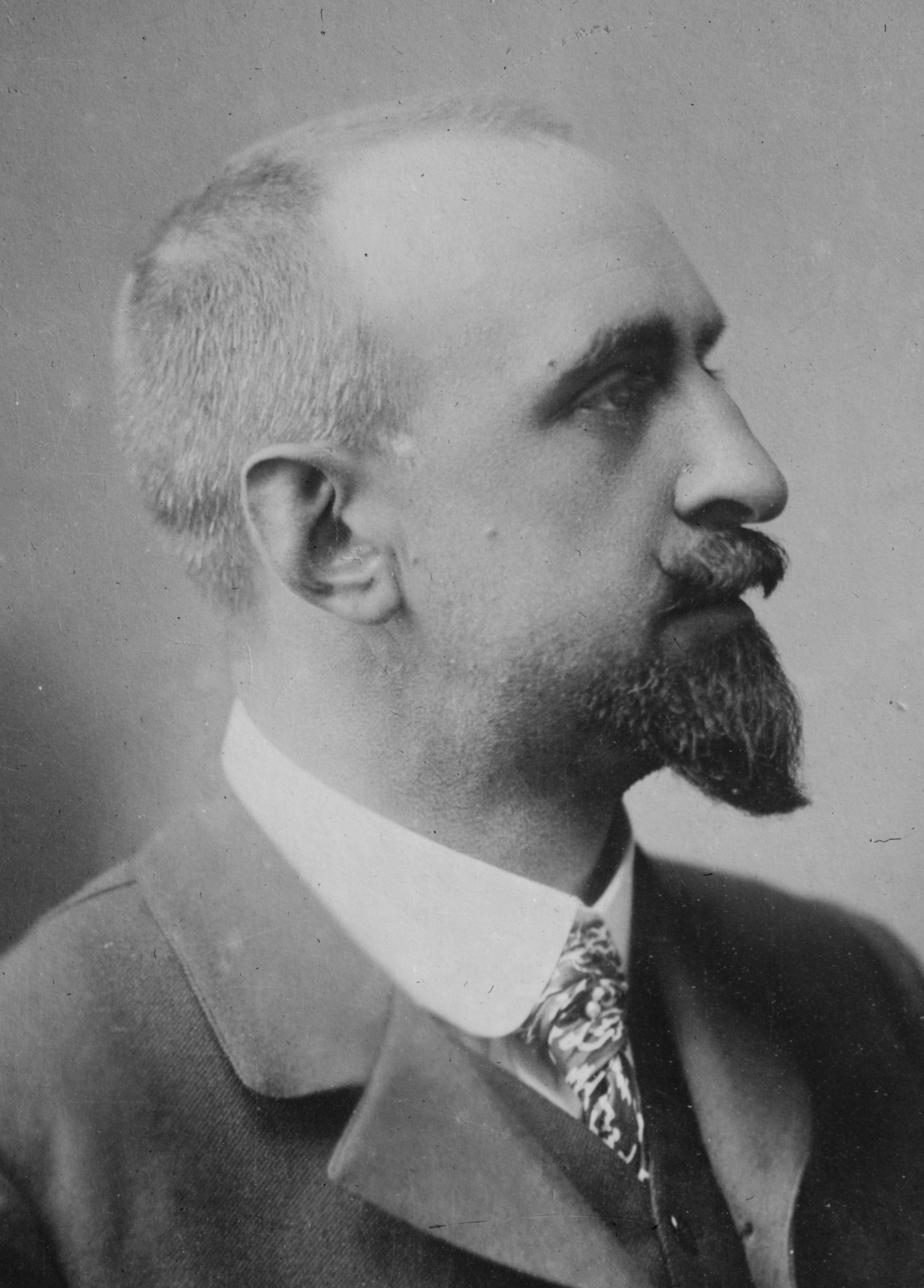
Jean-Baptiste Charcot.

De 1918 à 1925, Charcot, obtient, dans la réserve, successivement les grades d'enseigne de vaisseau, de lieutenant de vaisseau puis de capitaine de corvette avant d'être promu capitaine de frégate en 1923. Durant cette période, il assure avec son navire le Pourquoi-Pas ? IV des missions scientifiques dans le golfe de Gascogne, en Manche, dans l'Atlantique nord, en Méditerranée et aux îles Féroé, principalement pour des études de lithologie et de géologie sous-marine au moyen de dragages, dont Charcot a mis au point du matériel et des méthodes.

### Chef des missions polaires
À partir de 1925, atteint par la limite d'âge, il ne peut plus commander le Pourquoi Pas ?. Celui-ci est commandé par l'officier de première classe des équipages Le Conniat. Bien évidemment, Charcot reste à bord en qualité de chef des missions. Il va effectuer de multiples navigations vers les glaces de l'Arctique. En 1926, il est élu membre libre de l'Académie des sciences et se voit confier une mission à la Terre de Jameson. Il explore la côte orientale du Groenland et rapporte une abondante récolte de fossiles et de nombreux échantillons d'insectes et de flore locaux.
En 1928, le Pourquoi Pas ? IV et le croiseur Strasbourg (ex croiseur allemand KMS Regensburg) partent à la recherche du gros hydravion français, un « Latham 47 » piloté par le lieutenant de vaisseau de Robien, disparu avec le grand explorateur norvégien Roald Amundsen. Lui-même était à la recherche du général italien Umberto Nobile, disparu en survolant le pôle Nord à bord du dirigeable Italia dont on est sans nouvelles. Les recherches resternt vaines pour retrouver Amundsen et Robien, mais Nobile est retrouvé vivant avec une partie de son équipage.
En 1929, Charcot est reçu à l'Académie de marine.

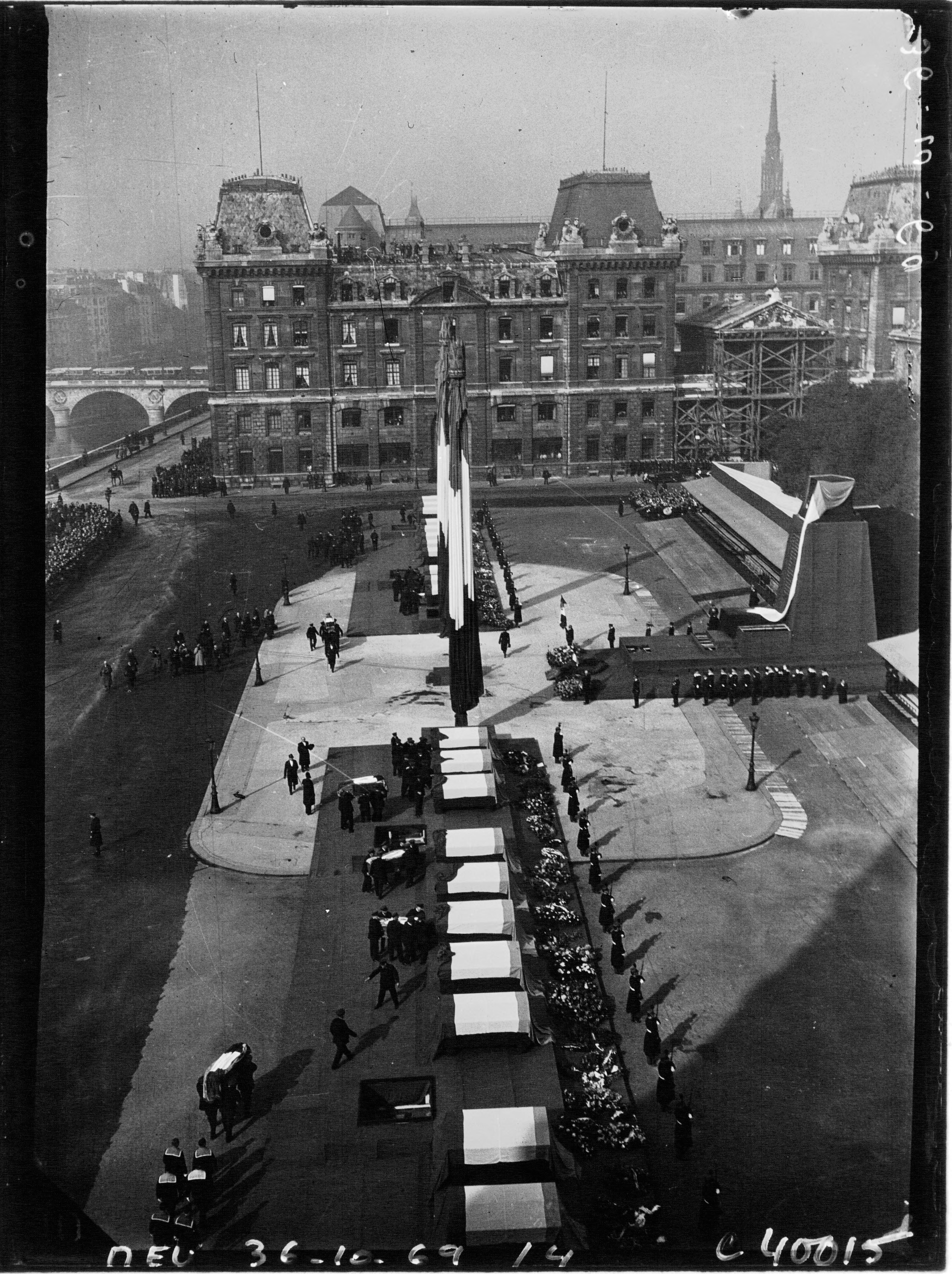
Vue générale des obsèques du commandant Charcot et de ses compagnons sur le parvis de Notre Dame, à Paris, en 1936, prise d’une tour de la cathédrale.

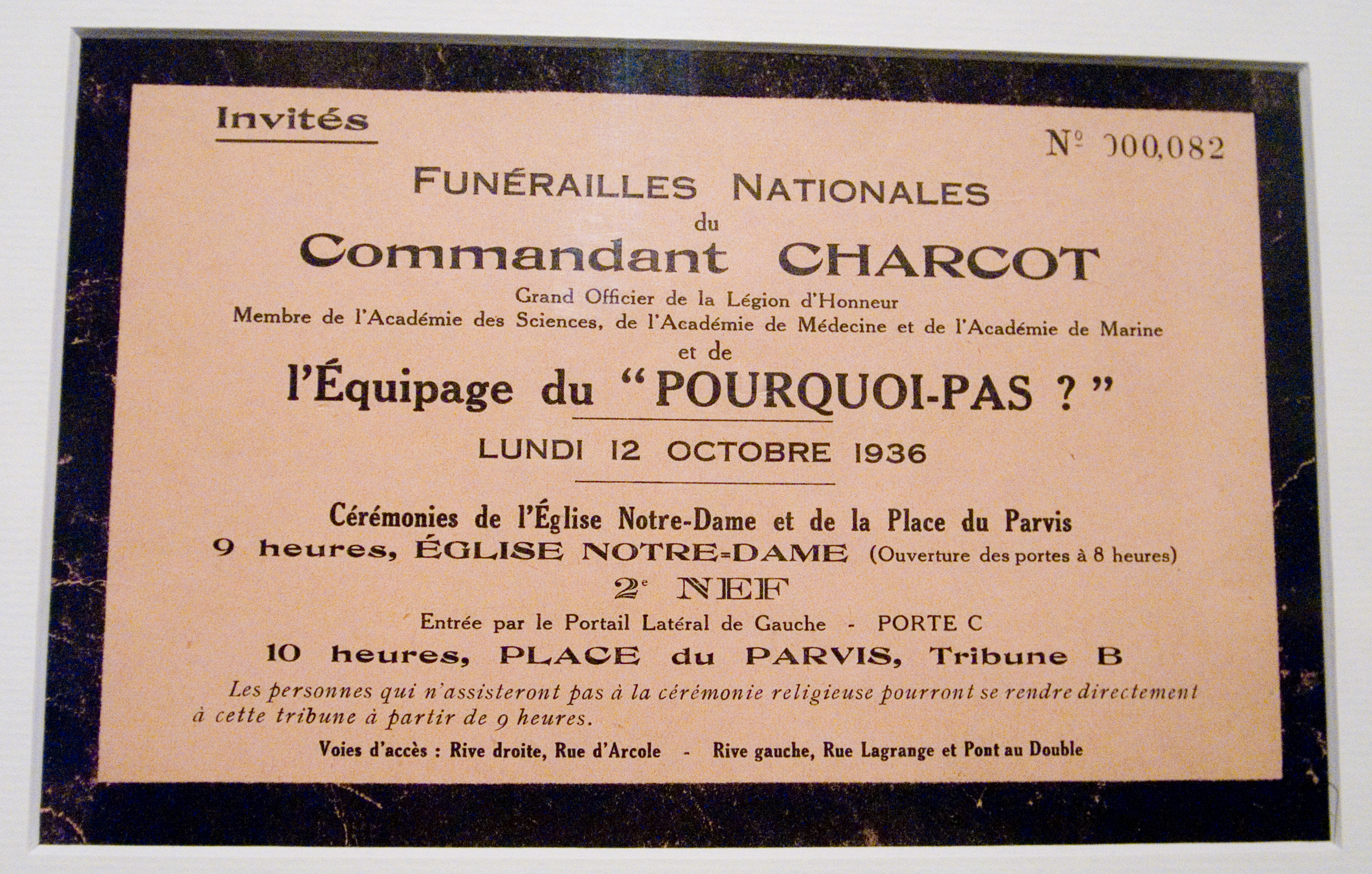
Faire-part des funérailles du commandant Charcot et de son équipage.

À partir de 1930, il prépare l'année polaire internationale. De 1931 à 1933, il s'occupe de la définition de la mission, de l'implantation et de l'organisation de la station du détroit Scoresby avec le concours de scientifiques, des autorités danoises locales et de la main d'œuvre du pays. Il donne le commandement de son navire à Auguste Chatton. En 1934, il est  élevé à la dignité de grand officier de la Légion d'honneur. L'été 1934, il installe au Groenland une mission ethnographique dirigée par Paul-Émile Victor, qui séjourne pendant un an à Angmagsalik pour vivre au milieu d'une population d'Esquimaux. En septembre de la même année, il co-fonde avec le Muséum national d'histoire naturelle l'aquarium et musée de la Mer de Dinard. En 1935, il revient chercher Victor et ses trois compagnons (Robert Gessain, Pérez et Fred Matter), puis va poursuivre l'établissement de la cartographie de ces régions. Le 16 septembre, un cyclone ravage les côtes de l'Islande, mais le bateau parvient à se réfugier dans un petit port.

### Dernier voyage, mort et inhumation
En septembre 1936, il est de retour du Groenland où il est allé livrer du matériel scientifique à la mission de Paul-Émile Victor. Celui-ci vient de traverser l'inlandsis en 50 jours après avoir rempli une mission de sondage. En chemin, le Pourquoi-Pas ? IV fait une escale à Reykjavik le 3 du mois pour réparer la chaudière du bateau. Le commandant Charcot et son équipage appareillent par beau temps le 15 septembre pour Saint-Malo. Mais le 16 septembre, une violente tempête cyclonique se lève et, vers 5 h 30, coule le Pourquoi Pas ? IV sur les récifs d'Álftanes. Le bilan est de 23 morts, 17 disparus et un seul survivant : le maître timonier Eugène Gonidec, originaire de Douarnenez et surnommé Pingouin. Il racontera que le commandant Charcot, comprenant la destruction inévitable du Pourquoi-Pas ? IV sur les récifs, libéra de sa cage la mouette Rita, mascotte du bord. Le capitaine de frégate Charcot, avec à ses côtés le capitaine et officier des équipages de 1re classe Le Conniat et le maître principal pilote de la flotte Floury, restèrent à bord et coulèrent avec le navire, selon la tradition de la marine.
Jean-Baptiste Charcot, mort en mer mais dont le corps est retrouvé, est enterré à Paris au cimetière de Montmartre, le 12 octobre 1936, après des funérailles nationales qui se déroulèrent à la cathédrale Notre-Dame de Paris.

## Distinctions
- Grand officier de la Légion d'honneur (décret du 3 mars 1934)[20]. Il est fait grand-officier le 8 mars 1934 par le vice-amiral Georges Durand-Viel.
- Croix de guerre 1914-1918, palme de bronze
- Officier de l'Instruction publique
- Officier de l'ordre du Mérite agricole
- Ordre du Service distingué (Royaume-Uni)

## Hommages

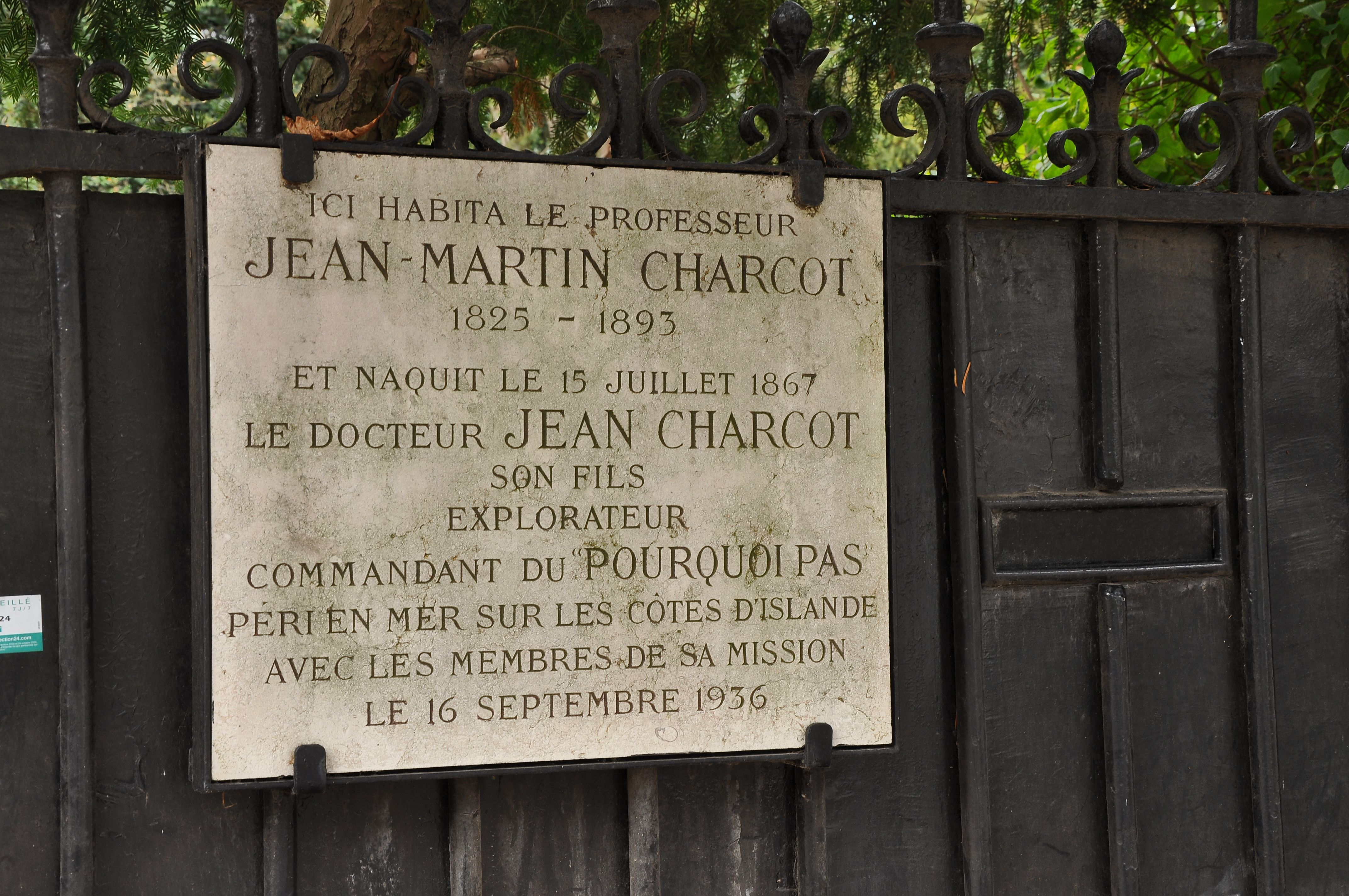
Plaque devant son domicile à Neuilly-sur-Seine.

- Deux timbres-poste à son effigie ont été émis par La Poste, l'un en 1938, dessiné et gravé par Georges Gorvel[21], et l'autre le 24 avril 2017. En outre, l'administration des Terres australes et antarctiques françaises lui a consacré six timbres-poste, respectivement en 1961, 1986, 1987, 1999, 2003 et 2022.
- La base Charcot, située sur le plateau antarctique à 320 km de la base Dumont-d'Urville (Terre Adélie), a abrité trois hommes lors des deux hivernages de l'Année géophysique internationale (1957-1958).
- Une plaque est apposée devant son domicile, et celui de son père Jean-Martin, à Neuilly-sur-Seine (Hauts-de-Seine), 53 boulevard du Commandant-Charcot.
- En hommage à Jean-Baptiste Charcot, un collège à Saint-Malo, à Cherbourg (fermé en juillet 2019[22]) et à Lyon, les collèges du Trait et d'Oissel dans la Seine-Maritime (76), une école maternelle et primaire dans la commune de Maule, dans les Yvelines (78), deux collèges dans le Val-de-Marne (à Fresnes et à Joinville-le-Pont) ainsi qu'une école primaire dans la commune de Ouistreham, dans le Calvados (14), portent le nom du célèbre marin. Et une école au Maroc[23], affilée au réseau des écoles laïques françaises à l'étranger, porte son nom à El Jadida.
- Le centre de Préparation militaire marine (PMM) de Saint Malo/Dinard, ouvert en 1972, porte le nom de centre « Commandant Charcot » en hommage à l'explorateur. Le fanion de ce centre reprend l'emblème du Pourquoi-pas ?
- Une baie de l'île Booth, en Antarctique, où Jean-Baptiste Charcot hiverna en 1904, porte le nom de Port-Charcot.
- Une rue porte son nom à Ableiges, Aix-les-Bains, Albi, Alençon, Annemasse, Arles, Aumale, Blois, Bougival, Bourg-de-Péage, Bully-les-Mines, Caen, Calais, Cancale, Carcassonne, Châteauroux, Cholet, Clermont-Ferrand, Courbevoie, Dunkerque, Étables-sur-Mer, Fécamp, Flers-de-l'Orne, Grenoble, La Rochelle, Landerneau, Leffrinckoucke, Lens, Lyon-Francheville, Mantes-la-Jolie, Massy, Mérignac, Montauban, Montigny-lès-Metz, Nantes, Neuilly-sur-Seine, Poitiers, Rennes, Rieux-Minervois, Rochefort, Rosendaël, Rouen, Saint-Cast-Le-Guildo, Saint-Martin-de-Crau, Saint-Quay-Portrieux, Sainte-Adresse, Saint-André-les-Vergers, Savigny-sur-Orge, Sevran, Le Relecq-Kerhuon, Villenave-d'Ornon, Vitry-sur-Seine, Wissant, Granville. La place centrale de la commune de Montaure, Eure, porte le nom de Charcot en hommage à celui qui compta parmi ses habitants.
- En hommage à Jean-Baptiste Charcot, l'aile des urgences de l'hôpital Tenon à Paris porte le nom du médecin, explorateur et marin, à l'initiative de Dominique Meyniel, médecin chef du service des urgences de 1988 à 2006, marin chevronné passionné de voile.
- Le voilier de la première expédition de Raymond Rallier du Baty aux Îles Kerguelen, en 1907, est baptisé J.-B. Charcot.
- Une stèle à sa mémoire, par René Quillivic, est érigée par la ville de Saint-Malo, quai Sébastopol[24].
- Une statue a été érigée à Fáskrúðsfjörður en Islande[25].
- Un navire océanographique (mis à l'eau en 1965) est le Jean-Charcot[26].
- Deux expositions lui ont été consacrées au musée national de la Marine à Paris, la première intitulée Charcot l'aventure polaire a eu lieu du 15 octobre 1986 au 1er décembre 1987 et la seconde Charcot, la passion des pôles a eu lieu du 22 mars 2006 au 2 octobre 2007.
- La compagnie de croisière Ponant baptise son nouveau navire de haute exploration polaire Le Commandant Charcot[27], lancé en 2021.

## Palmarès en tant que sportif
- Championnat de France de rugby à XV :
  - Champion (1) : 1896 ;
  - Vice-Champion (1) : 1895.
- Jeux olympiques :   double médaillé d'argent en voile aux Jeux olympiques d'été de 1900.

## Publications

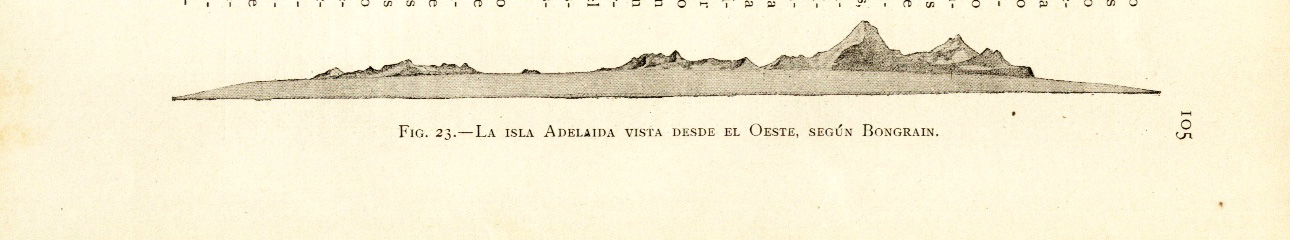
Croquis de l'île Adélaïde (vue depuis l'ouest).

- Le "Français" au Pôle Sud journal de l'expédition antarctique française 1903-1905 suivi d'un exposé de quelques-uns des travaux scientifiques par les membres de l'état-major. Préface de l'Amiral Fournier, Flammarion, 1906.
- Le "Pourquoi-pas" ? dans l'Antarctique : journal de la deuxième expédition au Pôle sud, 1908-1910, suivi des rapports scientifiques des membres de l'état-major (préf. Paul Doumer), Paris, Ernest Flammarion, 1910, vii-428 p., fig. et cartes ; gr. in-8º (OCLC 1176780889, lire en ligne sur Gallica).
- Rapport préliminaire sur la campagne du "Pourquoi-Pas?" en 1922, Imprimerie nationale, 1922.
- Rapport préliminaire sur la campagne du "Pourquoi-Pas?" en 1923, Imprimerie nationale, 1924.
- Rapport préliminaire sur la campagne du "Pourquoi-Pas?" en 1924, Imprimerie nationale, 1925.
- Rapport préliminaire sur la campagne du "Pourquoi-Pas?" en 1925, Imprimerie nationale, 1926.
- Rapport préliminaire sur la campagne du "Pourquoi-Pas?" en 1926, Imprimerie nationale, 1927.
- Rapport préliminaire sur la campagne du "Pourquoi-Pas?" en 1927, Imprimerie nationale, 1928.
- Jean-Baptiste Étienne Charcot, Christophe Colomb vu par un marin, Paris, Ernest Flammarion, 1928, 320 p. (lire en ligne).
- Dans la mer du Groenland : les croisières du "Pourquoi Pas?", Paris, Bruges, Desclée de Brouwer, 1929.
- La campagne du "Pourquoi-pas?" en 1934, Yacht Club de France.
- Voyages aux îles Feroë, Éditions géographiques maritimes et coloniales, 1934.
- Voyage au pôle Sud (1903-1905), Librairie Gelly, 1971.
- Le "Pourquoi pas ?" dans l’Antarctique, 1908-1910, Paris, Arthaud, 1996, 287 p., illustr., cart. ; in-16 (ISBN 978-2-70031-088-7, OCLC 83140537).
- Marthe Emmanuel, Gérard Grau, Rémy Marion, éds., La Mer du Groenland, Paris, GNGL Productions, 1998, 197 p., in-8º (ISBN 978-2-91362-300-2, OCLC 85786451).
- Dans la mer du Groenland. Les croisières du Pourquoi Pas ?, Paris, Tohubohu éditions, Collection maritime Alain Rondeau, 2019.

## Liens